# 额斑前孔鲀
縱帶刺鼻單棘魨，又稱縱帶前孔魨、斑刺鼻單棘魨、额斑前孔鲀，為輻鰭魚綱魨形目鱗魨亞目單棘魨科的其中一種，分布於印度西太平洋區，從東非、南非至馬紹爾群島海域，棲息深度1-43公尺，體長可達25公分，棲息在臨海礁石區，以底棲性無脊椎動物為食，生活習性不明。